# 拉斯纳瓦斯德拉孔塞普西翁
拉斯纳瓦斯德拉孔塞普西翁，是西班牙安达卢西亚自治区塞维利亚省的一个市镇。总面积63平方公里，总人口1874人（2001年），人口密度30人/平方公里。